# Dicranoloma cylindrothecium
Dicranoloma cylindrothecium là một loài Rêu trong họ Dicranaceae. Loài này được (Mitt.) Sakurai mô tả khoa học đầu tiên năm 1952.